# میس لالا در سیرک فرناندو
میس لالا در سیرک فرناندو (انگلیسی: Miss La La at the Cirque Fernando) نقاشی رنگ روغن بر روی بوم کرباس از نقاش امپرسیونیسم فرانسوی، ادگار دگا است که امروزه در نگارخانه ملی لندن، انگلستان قرار دارد. نقاشی نشانگر زنی به نام میس لالا از سیرک فرناندو در بلوار مون‌مارتر فرانسه است در حالی که طنابی را در جهت انجام عملیات آکروباتیک به دندان گرفته.

## نگارخانه

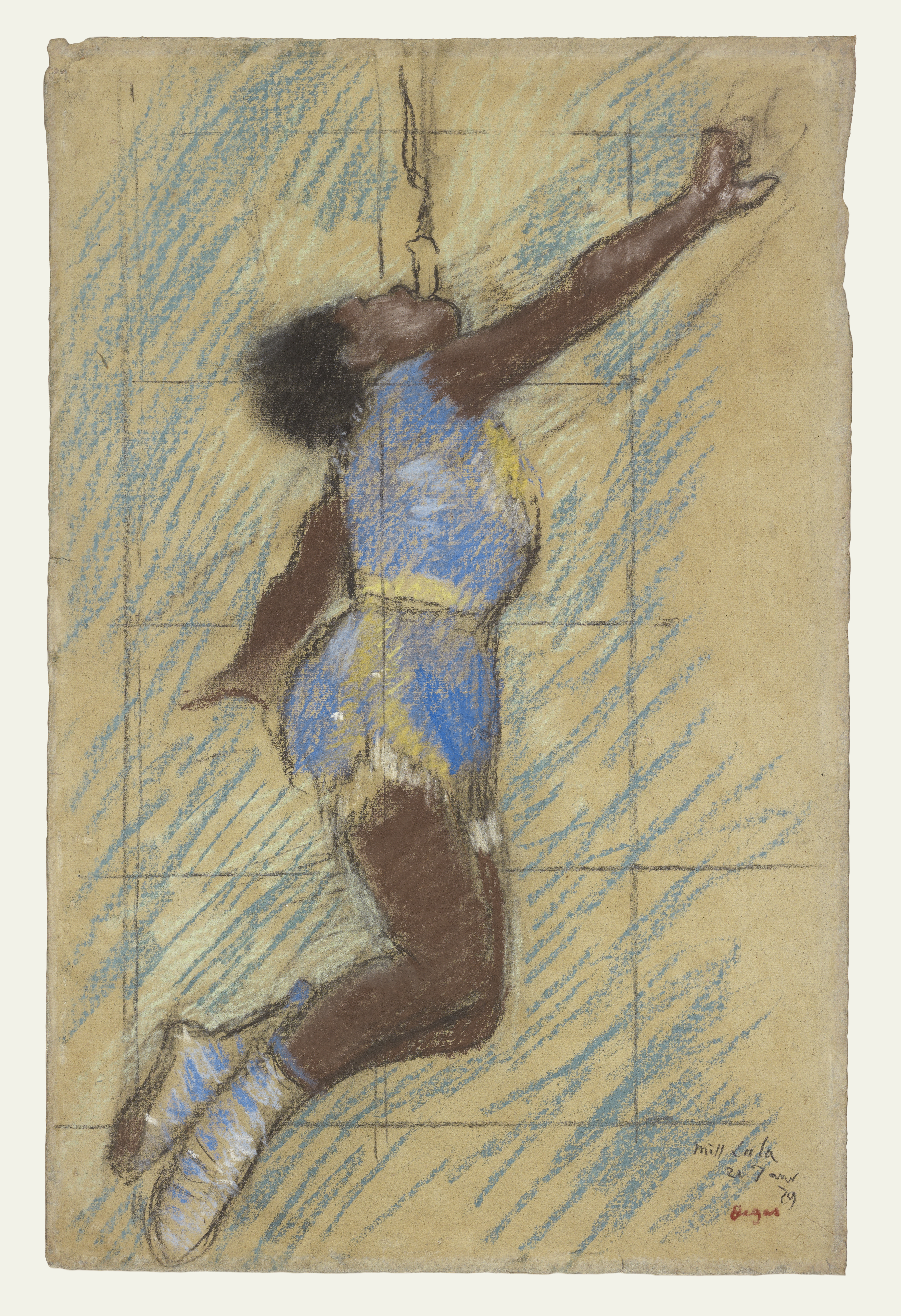
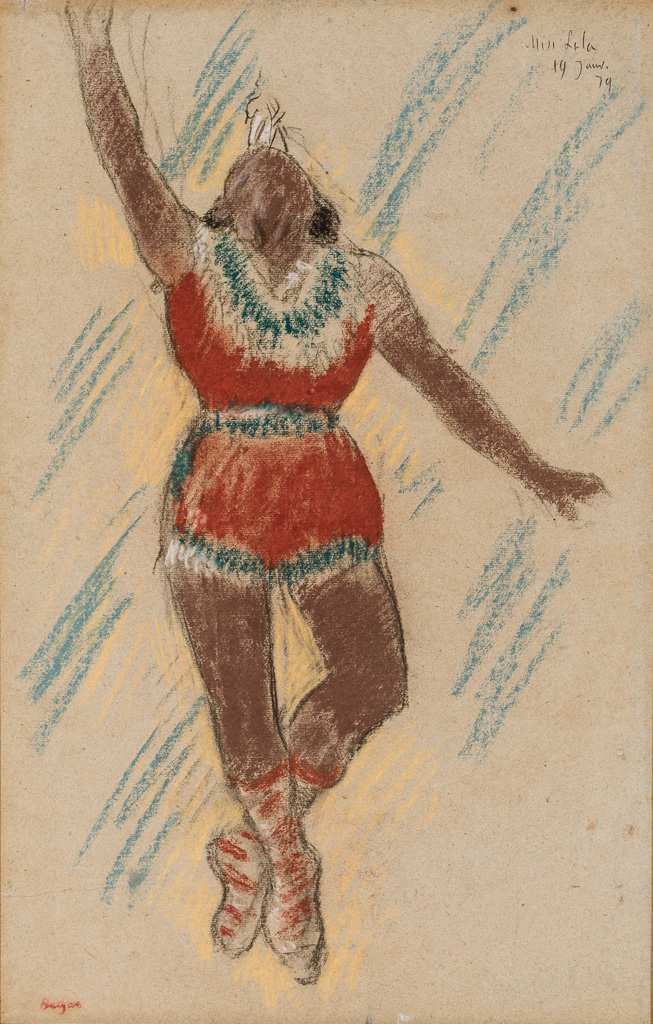
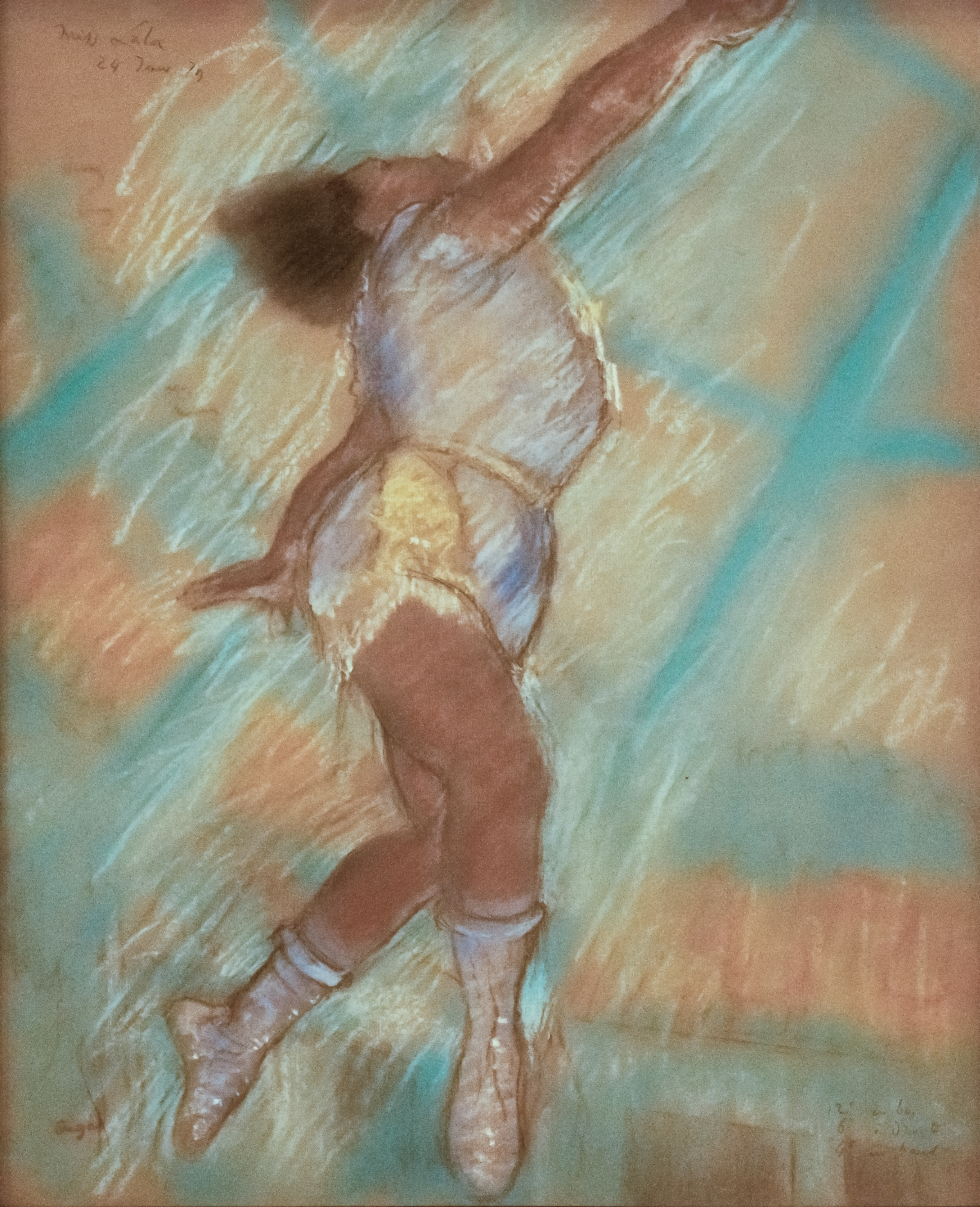
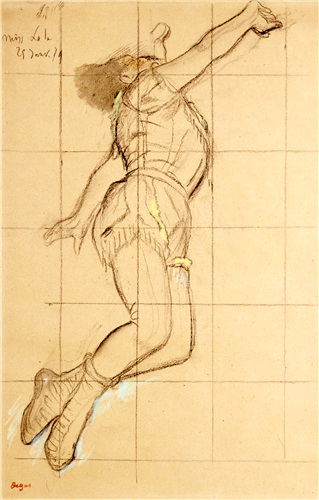
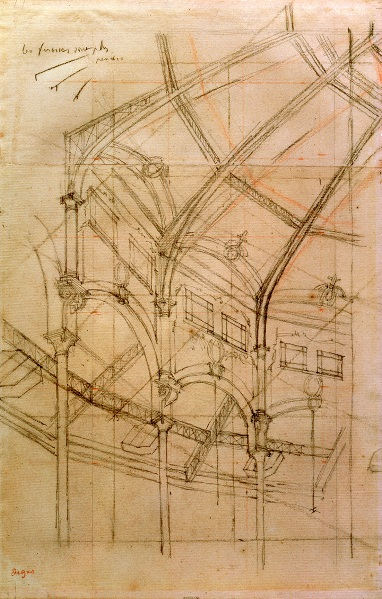
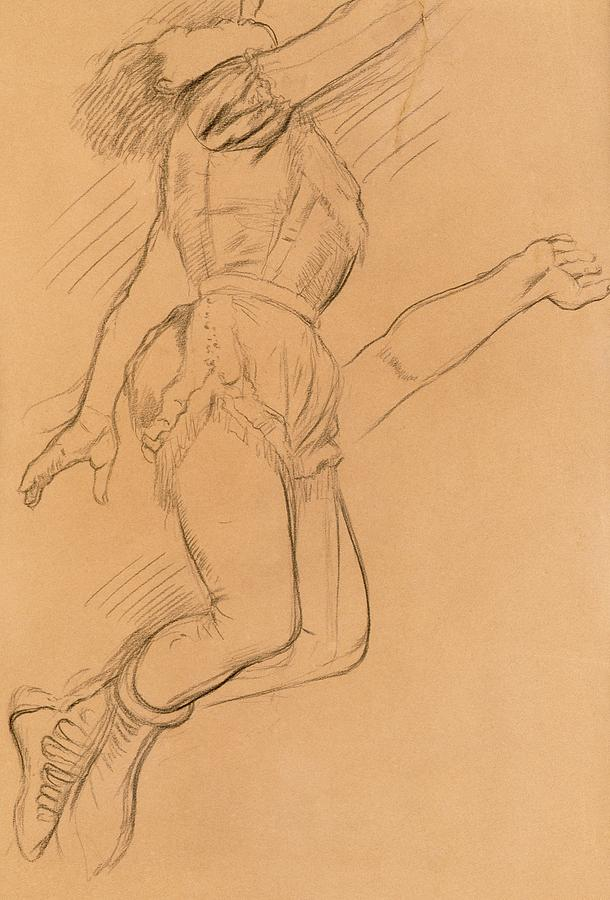